# Superficie de Bézier

Muestra de superficie Bézier: rojo, puntos de control; azul, cuadrícula de control; negro, superficie de aproximación

Las superficies de Bézier son un tipo de splines utilizados en el modelado mediante computación gráfica, en el diseño asistido por computadora y en el método de los elementos finitos.
Al igual que las curvas de Bézier, una superficie de Bézier está definida por un conjunto de puntos de control. Similar a la interpolación en muchos aspectos, una diferencia clave es que la superficie, en general, no pasa por los puntos de control centrales; y más bien, se "estira" hacia ellos como si cada uno fuera una fuerza atractiva. Son visualmente intuitivos y, para muchas aplicaciones, matemáticamente convenientes.

## Historia
Las superficies de Bézier fueron descritas por primera vez en 1962 por el ingeniero francés Pierre Bézier, quien las ideó para diseñar carrocerías de automóvil en la empresa Rernault. Las superficies de Bézier pueden ser de cualquier grado, pero las bicúbicas generalmente proporcionan suficientes grados de libertad para la mayoría de las aplicaciones.

## Ecuación
Una superficie de Bézier dada de grado (n, m) se define por un conjunto de (n + 1)(m +&nbsp ;1) puntos de control 'ki,j, donde i = 0, ..., n y j = 0, ..., m. Asigna el cuadrado unidad a una superficie suave y continua incrustada dentro del espacio que contiene los ki,j elementos, por ejemplo, si los ki,j son todos puntos en un universo de cuatro dimensiones, entonces la superficie estará dentro de un espacio de cuatro dimensiones.
Una superficie de Bézier bidimensional se puede definir como la superficie paramétrica donde la posición de un punto p en función de las coordenadas paramétricas u,v viene dada por:
{\displaystyle \mathbf {p} (u,v)=\sum _{i=0}^{n}\sum _{j=0}^{m}B_{i}^{n}(u)\,B_{j}^{m}(v)\,\mathbf {k} _{i,j}}
evaluada sobre el cuadrado unitario, donde
{\displaystyle B_{i}^{n}(u)={n \choose i}u^{i}(1-u)^{n-i}}
es una base de polinomios de Bernstein, y
{\displaystyle {n \choose i}={\frac {n!}{i!(n-i)!}}}
es un coeficiente binomial.
Algunas propiedades de las superficies Bézier son:
- Una superficie de Bézier se transformará de la misma manera que sus puntos de control en cualquier aplicación lineal o traslación.
- Todas las líneas rectas u = constant y v = constant en el espacio (u, v) y, en particular, los cuatro bordes del cuadrado unitario deformado (u, v) son curvas de Bézier.
- Una superficie de Bézier queda completamente dentro de la envolvente convexa de sus puntos de control y, por lo tanto, también completamente dentro del cuadro delimitador de sus puntos de control en cualquier sistema de coordenadas cartesianas determinado.
- Los puntos del parche correspondientes a las esquinas del cuadrado unitario deformado coinciden con cuatro de los puntos de control.
- Sin embargo, una superficie de Bézier generalmente no pasa por sus otros puntos de control.

Generalmente, el uso más común de las superficies de Bézier es como redes de parches bicúbicos (donde m = n = 3). La geometría de un único parche bicúbico queda así completamente definida por un conjunto de 16 puntos de control. Por lo general, estos elementos se vinculan entre sí para formar un spline superficial, de manera similar a como las curvas de Bézier se enlazan para formar una curva B-spline.
Las superficies de Bézier más simples se forman a partir de parches bicuadráticos (m = n = 2), o triángulos de Bézier.

## Superficies Bézier en infografías

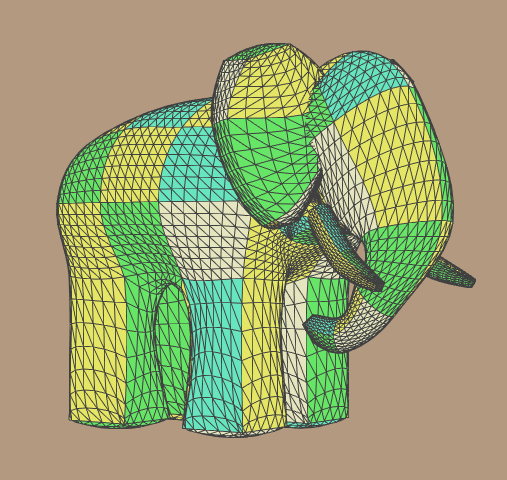
"Gumbo", modelo desarrollado por Edwin Catmull, compuesto de parches

Las mallas de parches de Bézier son superiores a las mallas triangulares como representación de superficies lisas. Requieren menos puntos (y por lo tanto, menos memoria) para representar superficies curvas, son más fáciles de manipular y tienen propiedades de continuidad mucho mejores. Además, otras superficies paramétricas comunes, como esferas y cilindros, pueden aproximarse bien mediante un número relativamente pequeño de parches de Bézier cúbicos.
Sin embargo, las mallas de parches de Bézier son difíciles de renderizar directamente. Un problema con los parches de Bézier es que calcular sus intersecciones con líneas rectas es difícil, lo que los hace incómodos para el trazado de rayos puro u otras técnicas geométricas directas que no utilizan recursos de subdivisión o de aproximaciones sucesivas. También son difíciles de combinar directamente con algoritmos de proyección en perspectiva.
Por esta razón, las mallas de parches de Bézier, se suelen descomponer en mallas de triángulos planos mediante un sistema de tubería de renderizado en 3D. En el renderizado de alta calidad, la subdivisión se ajusta para que sea tan fina que no se puedan ver los límites de los triángulos individuales. Para evitar una apariencia de manchas, generalmente se aplican detalles finos a las superficies de Bézier en esta etapa usando mapeo de texturas, mapeado topológico y otras técnicas de sombreado.
Un parche de Bézier de grado (m, n) se puede construir a partir de dos triángulos de Bézier de grado m + n, o de un solo triángulo de Bézier de grado m + n, con el dominio de entrada como un cuadrado en lugar de un triángulo.
Un triángulo de Bézier de grado m también se puede construir a partir de una superficie de Bézier de grado (m, m), con los puntos de control de modo que un borde quede aplastado hasta formar un punto, o con el dominio de entrada como un triángulo en lugar de un cuadrado.